# Fotballklubben Haugesund 2019
Questa voce raccoglie le informazioni riguardanti il Fotballklubben Haugesund nelle competizioni ufficiali della stagione 2019.

## Stagione
La stagione dell'Haugesund è iniziata nominando Jostein Grindhaug come nuovo allenatore della squadra. Grindhaug ha condotto la squadra al 7º posto finale, mentre l'avventura nel Norgesmesterskapet è terminata con la sconfitta in finale contro il Viking. In Europa League, l'Haugesund è stato eliminato al terzo turno di qualificazione per mano del PSV.
Il calciatore più utilizzato in stagione è stato Benjamin Hansen, con 42 presenze tra campionato e coppe. Martin Samuelsen è stato invece il miglior marcatore a quota 13 reti, realizzate tra tutte le competizioni.

## Maglie e sponsor
Lo sponsor tecnico per la stagione 2019 è stato Macron, mentre lo sponsor ufficiale è stato Haugaland Kraft. La divisa casalinga era composta da un completo bianco, con rifiniture blu. Quella da trasferta era invece completamente blu, con rifiniture bianche.
| Casa | Trasferta |

## Rosa
| N. |                           | Ruolo | Calciatore               |
| -- | ------------------------- | ----- | ------------------------ |
| 1  | Polonia (bandiera)        | P     | Maciej Gostomski         |
| 2  | Svezia (bandiera)         | D     | Douglas Bergqvist        |
| 3  | Costa d'Avorio (bandiera) | D     | Benjamin Karamoko        |
| 4  | Norvegia (bandiera)       | D     | Fredrik Pallesen Knudsen |
| 5  | Danimarca (bandiera)      | D     | Benjamin Hansen          |
| 6  | Norvegia (bandiera)       | C     | Joakim Våge Nilsen       |
| 7  | Norvegia (bandiera)       | C     | Christian Grindheim      |
| 8  | Norvegia (bandiera)       | C     | Sondre Tronstad          |
| 10 | Norvegia (bandiera)       | C     | Niklas Sandberg          |
| 11 | Norvegia (bandiera)       | A     | Martin Samuelsen         |
| 12 | Norvegia (bandiera)       | P     | Helge Sandvik            |
| 13 | Norvegia (bandiera)       | C     | Kristoffer Gunnarshaug   |
| 14 | Norvegia (bandiera)       | C     | Torbjørn Kallevåg        |
| 16 | Capo Verde (bandiera)     | C     | Bruno Leite              |
| 17 | Senegal (bandiera)        | A     | Ibrahima Wadji           |
| 18 | Danimarca (bandiera)      | D     | Pascal Gregor            |

| N. |                      | Ruolo | Calciatore                |
| -- | -------------------- | ----- | ------------------------- |
| 19 | Danimarca (bandiera) | D     | Mikkel Desler             |
| 20 | Mali (bandiera)      | A     | Ibrahima Koné             |
| 21 | Nigeria (bandiera)   | A     | Shuaibu Ibrahim           |
| 22 | Norvegia (bandiera)  | D     | Alexander Stølås          |
| 23 | Norvegia (bandiera)  | D     | Thore Baardsen Pedersen   |
| 25 | Norvegia (bandiera)  | D     | Stian Ringstad            |
| 32 | Norvegia (bandiera)  | P     | Frank Stople              |
| 33 | Norvegia (bandiera)  | A     | Kristoffer Velde          |
| 34 | Norvegia (bandiera)  | A     | Kevin Krygård             |
| 35 | Nigeria (bandiera)   | C     | Anthony Ikedi             |
| 36 | Norvegia (bandiera)  | A     | Eric Ndayisenga           |
| 37 | Norvegia (bandiera)  | A     | Agano Dialo               |
| 38 | Norvegia (bandiera)  | C     | Hans-Jacob Larsen Nesheim |
| 39 | Norvegia (bandiera)  | C     | Jacob Steinsland Kvarven  |
| 82 | Danimarca (bandiera) | P     | Oskar Snorre              |
| 93 | Norvegia (bandiera)  | D     | Dennis Horneland          |

## Calciomercato

### Sessione invernale(dal 09/01 al 01/04)
| Arrivi           | Arrivi                  | Arrivi         | Arrivi        |
| R.               | Nome                    | da             | Modalità      |
| ---------------- | ----------------------- | -------------- | ------------- |
| P                | Maciej Gostomski        | KS Cracovia    | definitivo    |
| D                | Thore Baardsen Pedersen | Vard Haugesund | definitivo    |
| D                | Douglas Bergqvist       | Östersund      | prestito      |
| D                | Mikkel Desler           | Odense         | definitivo    |
| D                | Benjamin Hansen         | Nordsjælland   | definitivo    |
| C                | Kristoffer Gunnarshaug  | Lysekloster    | definitivo    |
| C                | Niklas Sandberg         | Start          | definitivo    |
| A                | Martin Samuelsen        | West Ham Utd   | prestito      |
| A                | Kristoffer Velde        | Nest-Sotra     | fine prestito |
| A                | Ibrahima Wadji          | Molde          | definitivo    |
| Altre operazioni |                         |                |               |
| R.               | Nome                    | da             | Modalità      |
| C                | Arent-Emil Hauge        | Vard Haugesund | fine prestito |
| A                | Shuaibu Ibrahim         | Kongsvinger    | fine prestito |

| Partenze | Partenze              | Partenze       | Partenze      |
| R.       | Nome                  | a              | Modalità      |
| -------- | --------------------- | -------------- | ------------- |
| P        | Per Kristian Bråtveit | Djurgården     | definitivo    |
| P        | Herman Fossdal        | Djerv 1919     | prestito      |
| D        | Izuchuckwu Anthony    |                | svincolato    |
| D        | Kristoffer Haraldseid | Molde          | definitivo    |
| C        | Marko Ćosić           | Rudar Velenje  | definitivo    |
| C        | Arent-Emil Hauge      | Vard Haugesund | definitivo    |
| C        | Tobias Svendsen       | Molde          | fine prestito |
| A        | Babajide David        | Midtjylland    | fine prestito |
| A        | Frederik Gytkjær      |                | svincolato    |
| A        | Shuaibu Ibrahim       | Bnei Sakhnin   | prestito      |

### Sessione estiva(dal 01/08 al 31/08)
| Arrivi           | Arrivi          | Arrivi       | Arrivi        |
| R.               | Nome            | da           | Modalità      |
| ---------------- | --------------- | ------------ | ------------- |
| P                | Oskar Snorre    | Lyngby       | prestito      |
| D                | Pascal Gregor   | Helsingør    | prestito      |
| D                | Stian Ringstad  | Strømsgodset | definitivo    |
| C                | Jonas Valland   | Stord        | definitivo    |
| Altre operazioni |                 |              |               |
| R.               | Nome            | da           | Modalità      |
| A                | Shuaibu Ibrahim | Bnei Sakhnin | fine prestito |

| Partenze | Partenze        | Partenze    | Partenze |
| R.       | Nome            | a           | Modalità |
| -------- | --------------- | ----------- | -------- |
| C        | Anthony Ikedi   | Nest-Sotra  | prestito |
| A        | Shuaibu Ibrahim | Kongsvinger | prestito |

## Risultati

### Eliteserien

#### Girone di andata
| Arbitro: | Hobber Nilsen (Oslo) |

|                                               |           |                         |
| Pedersen 2’ (rig.) J. Hove 33’ Abdellaoue 71’ | Marcatori | 25’ Stølås 43’ Sandberg |

| Arbitro: | Smehus Kringstad |

|                     |           |                  |
| Vasjutin 27’ (aut.) | Marcatori | 47’ Zachariassen |

| Arbitro: | Kjensli (Oslo) |

|  |           |                         |
|  | Marcatori | 88’ Samuelsen 90’ Wadji |

| Arbitro: | Saggi (Drammen) |

|                                        |           |  |
| Bergqvist 24’ Stølås 73’ Samuelsen 84’ | Marcatori |  |

| Arbitro: | Hobber Nilsen (Oslo) |

|                    |           |  |
| Ødemarksbakken 76’ | Marcatori |  |

| Arbitro: | Hafsås (Trondheim) |

|          |           |                            |
| Koné 81’ | Marcatori | 18’ (rig.), 51’ Omoijuanfo |

| Arbitro: | Kjensli (Oslo) |

|            |           |                     |
| Stølås 76’ | Marcatori | 74’ (rig.) J. Hauge |

| Arbitro: | Døvle (Larvik) |

|  |           |                                    |
|  | Marcatori | 45’ Grindheim 59’ Pallesen Knudsen |

| Haugesund 19 maggio 2019, ore 18:00 9ª giornata | Haugesund       | 0 – 0 referto | Kristiansund BK | Haugesund Stadion (4.559 spett.)\| Arbitro: \| Saggi (Drammen) \| |
| Arbitro:                                        | Saggi (Drammen) |               |                 |                                                                   |

| Arbitro: | Eskås (Oslo) |

|            |           |                               |
| Occéan 76’ | Marcatori | 21’, 41’, 72’ Wadji 86’ Leite |

| Arbitro: | Hagen (Grue) |

|              |           |              |
| Tronstad 62’ | Marcatori | 37’ Wormgoor |

| Arbitro: | Eskås (Oslo) |

|                                |           |           |
| Nordkvelle 36’, 71’ Børven 60’ | Marcatori | 52’ Leite |

| Arbitro: | Hagenes (Flaktveit) |

|          |           |                                     |
| Koné 77’ | Marcatori | 14’, 41’ Finne 39’ Dønnum 61’ Ejuke |

| Stavanger 5 luglio 2019, ore 21:00 14ª giornata | Viking       | 0 – 0 referto | Haugesund | SR-Bank Arena (8.169 spett.)\| Arbitro: \| Eskås (Oslo) \| |
| Arbitro:                                        | Eskås (Oslo) |               |           |                                                            |

| Arbitro: | Kjensli (Oslo) |

|                                                            |           |            |
| Koné 31’, 86’ Hansen 39’ Karlstrøm 45’ (aut.) Kallevåg 63’ | Marcatori | 37’ Taylor |

#### Girone di ritorno
| Arbitro: | Døvle (Larvik) |

|                  |           |           |
| Hanche-Olsen 49’ | Marcatori | 69’ Velde |

| Arbitro: | Saggi (Drammen) |

|  |           |                  |
|  | Marcatori | 75’ Valla Dønnem |

| Arbitro: | Hafsås (Trondheim) |

|          |           |                        |
| Shala 2’ | Marcatori | 48’ Sandberg 64’ Velde |

| Arbitro: | Hobber Nilsen (Oslo) |

|  |           |                                |
|  | Marcatori | 64’ Lehne Olsen 87’ Haakenstad |

| Arbitro: | Døvle (Larvik) |

|                     |           |                           |
| Azemi 7’ Barlow 46’ | Marcatori | 58’ Krygård 70’ Grindheim |

| Haugesund 15 settembre 2019, ore 18:00 21ª giornata | Haugesund     | 0 – 0 referto | Mjøndalen | Haugesund Stadion (3.512 spett.)\| Arbitro: \| Hansen (Feda) \| |
| Arbitro:                                            | Hansen (Feda) |               |           |                                                                 |

| Bergen 21 settembre 2019, ore 18:00 22ª giornata | Brann           | 0 – 0 referto | Haugesund | Brann Stadion (10.129 spett.)\| Arbitro: \| Saggi (Drammen) \| |
| Arbitro:                                         | Saggi (Drammen) |               |           |                                                                |

| Arbitro: | Smehus Kringstad |

|                                  |           |                    |
| Pellegrino 11’ Øwre Gjertsen 85’ | Marcatori | 50’, 63’ Samuelsen |

| Arbitro: | Døvle (Larvik) |

|                            |           |                   |
| Sandberg 54’ Samuelsen 85’ | Marcatori | 84’ Maars Johnsen |

| Arbitro: | Hobber Nilsen (Oslo) |

|                                 |           |            |
| Hussain 37’, 72’ Omoijuanfo 73’ | Marcatori | 45’ Gregor |

| Arbitro: | Kjensli (Oslo) |

|                            |           |                  |
| Sandberg 28’ Grindheim 66’ | Marcatori | 7’, 32’ Salvesen |

| Arbitro: | Hagen (Grue) |

|                        |           |                             |
| Evjen 11’ J. Hauge 17’ | Marcatori | 19’ Velde 79’ (aut.) Bergan |

| Arbitro: | Hobber Nilsen (Oslo) |

|                     |           |  |
| Sandberg 80’ (rig.) | Marcatori |  |

| Arbitro: | Kjensli (Oslo) |

|                  |           |               |
| Zachariassen 17’ | Marcatori | 75’ Samuelsen |

| Arbitro: | Hagenes (Flaktveit) |

|                                                   |           |           |
| Sandberg 22’ (rig.) Velde 61’ Desler 65’ Koné 89’ | Marcatori | 27’ Kaasa |

### Norgesmesterskapet
| Arbitro: | Vermundsen |

|  |           |                                                 |
|  | Marcatori | 9’, 60’ Samuelsen 59’ Koné 78’ (aut.) Underhaug |

| Arbitro: | Hauge |

|           |           |                            |
| Stava 49’ | Marcatori | 36’ Wadji 63’, 74’ Krygård |

| Arbitro: | Hansen (Feda) |

|                             |           |                                                           |
| Fonstad El Ghaouti 65’, 67’ | Marcatori | 3’, 64’ Velde 5’, 16’ Samuelsen 38’ Sandberg 90’ Kallevåg |

| Arbitro: | Smehus Kringstad |

|                          |           |  |
| Koné 112’ Samuelsen 116’ | Marcatori |  |

| Arbitro: | Hagenes (Flaktveit) |

|            |           |                                                  |
| Occéan 84’ | Marcatori | 18’ Baardsen Pedersen 65’ Samuelsen 86’ Kallevåg |

| Arbitro: | Hansen (Feda) |

|  |           |                                                |
|  | Marcatori | 49’ (rig.) Sandberg 83’ Samuelsen 89’ Tronstad |

| Arbitro: | Eskås (Oslo) |

|  |           |                   |
|  | Marcatori | 51’ (rig.) Tripić |

### Europa League
| Arbitro: | Kopriwa |

|  |           |               |
|  | Marcatori | 42’ Grindheim |

| Arbitro: | Zebec |

|                                               |           |               |
| Velde 5’, 68’ Sandberg 36’ Koné 45’ Leite 52’ | Marcatori | 17’ McMenamin |

| Arbitro: | Rumšas |

|                          |           |  |
| Krygård 51’ Sandberg 64’ | Marcatori |  |

| Arbitro: | Frischer |

|                                |           |             |
| Sandberg 15’ (aut.) Ljubic 48’ | Marcatori | 68’ Krygård |

| Arbitro: | Jug |

|  |           |                     |
|  | Marcatori | 24’ (rig.) Bergwijn |

| Eindhoven 15 agosto 2019, ore 20:30 Terzo turno di qualificazione Ritorno | PSV      | 0 – 0 referto | Haugesund | Philips Stadion\| Arbitro: \| Martínez \| |
| Arbitro:                                                                  | Martínez |               |           |                                           |

## Statistiche

### Statistiche di squadra
| Competizione       | Punti | In casa | In casa | In casa | In casa | In casa | In casa | In trasferta | In trasferta | In trasferta | In trasferta | In trasferta | In trasferta | Totale | Totale | Totale | Totale | Totale | Totale | DR  |
| Competizione       | Punti | G       | V       | N       | P       | Gf      | Gs      | G            | V            | N            | P            | Gf           | Gs           | G      | V      | N      | P      | Gf     | Gs     | DR  |
| ------------------ | ----- | ------- | ------- | ------- | ------- | ------- | ------- | ------------ | ------------ | ------------ | ------------ | ------------ | ------------ | ------ | ------ | ------ | ------ | ------ | ------ | --- |
| Eliteserien        | 40    | 15      | 5       | 6       | 4       | 22      | 17      | 15           | 4            | 7            | 4            | 22           | 20           | 30     | 9      | 13     | 8      | 44     | 37     | +7  |
| Norgesmesterskapet | -     | 2       | 1       | 0       | 1       | 2       | 1       | 5            | 5            | 0            | 0            | 19           | 4            | 7      | 6      | 0      | 1      | 21     | 5      | +16 |
| Europa League      | -     | 3       | 2       | 0       | 1       | 7       | 2       | 3            | 1            | 1            | 1            | 2            | 2            | 6      | 3      | 1      | 2      | 9      | 4      | +5  |
| Totale             | -     | 20      | 8       | 6       | 6       | 31      | 20      | 23           | 10           | 8            | 5            | 43           | 26           | 43     | 18     | 14     | 11     | 74     | 46     | +28 |

### Andamento in campionato
| Giornata  | 1  | 2  | 3 | 4 | 5 | 6 | 7 | 8 | 9 | 10 | 11 | 12 | 13 | 14 | 15 | 16 | 17 | 18 | 19 | 20 | 21 | 22 | 23 | 24 | 25 | 26 | 27 | 28 | 29 | 30 |
| --------- | -- | -- | - | - | - | - | - | - | - | -- | -- | -- | -- | -- | -- | -- | -- | -- | -- | -- | -- | -- | -- | -- | -- | -- | -- | -- | -- | -- |
| Luogo     | T  | C  | T | C | T | C | C | T | C | T  | C  | T  | C  | T  | C  | T  | C  | T  | C  | T  | C  | T  | T  | C  | T  | C  | T  | C  | T  | C  |
| Risultato | P  | N  | V | V | P | P | N | V | N | V  | N  | P  | P  | N  | V  | N  | P  | V  | P  | N  | N  | N  | N  | V  | P  | N  | N  | V  | N  | V  |
| Posizione | 12 | 12 | 7 | 5 | 6 | 8 | 7 | 7 | 8 | 7  | 7  | 8  | 9  | 9  | 9  | 9  | 9  | 8  | 10 | 9  | 9  | 8  | 8  | 8  | 8  | 8  | 8  | 8  | 9  | 7  |

Fonte:  Eliteserien 2019, su altomfotball.no, Altomfotball.
Legenda:

Luogo: C = Casa; T = Trasferta. Risultato: V = Vittoria; N = Pareggio; P = Sconfitta.

### Statistiche dei giocatori
| Giocatore             | Eliteserien | Eliteserien | Eliteserien | Eliteserien | Norgesmesterskapet | Norgesmesterskapet | Norgesmesterskapet | Norgesmesterskapet | Europa League | Europa League | Europa League | Europa League | Altre coppe | Altre coppe | Altre coppe | Altre coppe | Totale   | Totale | Totale      | Totale     |
| Giocatore             | Presenze    | Reti        | Ammonizioni | Espulsioni  | Presenze           | Reti               | Ammonizioni        | Espulsioni         | Presenze      | Reti          | Ammonizioni   | Espulsioni    | Presenze    | Reti        | Ammonizioni | Espulsioni  | Presenze | Reti   | Ammonizioni | Espulsioni |
| --------------------- | ----------- | ----------- | ----------- | ----------- | ------------------ | ------------------ | ------------------ | ------------------ | ------------- | ------------- | ------------- | ------------- | ----------- | ----------- | ----------- | ----------- | -------- | ------ | ----------- | ---------- |
| T. Baardsen Pedersen  | 30          | 0           | 2           | 0           | 6                  | 1                  | 0                  | 0                  | 4             | 0             | 0             | 0             |             |             |             |             | 40       | 1      | 2           | 0          |
| D. Bergqvist          | 21          | 1           | 2           | 0           | 6                  | 0                  | 2                  | 0                  | 6             | 0             | 1             | 0             |             |             |             |             | 33       | 1      | 5           | 0          |
| M. Desler             | 29          | 1           | 5           | 0           | 5                  | 0                  | 1                  | 0                  | 6             | 0             | 1             | 0             |             |             |             |             | 40       | 1      | 7           | 0          |
| A. Dialo              | 0           | 0           | 0           | 0           | 0                  | 0                  | 0                  | 0                  | 0             | 0             | 0             | 0             |             |             |             |             | 0        | 0      | 0           | 0          |
| M. Gostomski          | 0           | 0           | 0           | 0           | 2                  | -3                 | 0                  | 0                  | 0             | 0             | 0             | 0             |             |             |             |             | 2        | -3     | 0           | 0          |
| P. Gregor             | 6           | 1           | 0           | 0           | 1                  | 0                  | 0                  | 0                  | 0             | 0             | 0             | 0             |             |             |             |             | 7        | 1      | 0           | 0          |
| C. Grindheim          | 28          | 3           | 2           | 0           | 4                  | 0                  | 0                  | 0                  | 3             | 1             | 0             | 0             |             |             |             |             | 35       | 4      | 2           | 0          |
| K. Gunnarshaug        | 1           | 0           | 0           | 0           | 2                  | 0                  | 0                  | 0                  | 0             | 0             | 0             | 0             |             |             |             |             | 3        | 0      | 0           | 0          |
| B. Hansen             | 30          | 1           | 1           | 0           | 6                  | 0                  | 2                  | 0                  | 6             | 0             | 0             | 0             |             |             |             |             | 42       | 1      | 3           | 0          |
| D. Horneland          | 0           | 0           | 0           | 0           | 0                  | 0                  | 0                  | 0                  | 0             | 0             | 0             | 0             |             |             |             |             | 0        | 0      | 0           | 0          |
| S. Ibrahim            | 1           | 0           | 0           | 0           | 0                  | 0                  | 0                  | 0                  | 1             | 0             | 0             | 0             |             |             |             |             | 2        | 0      | 0           | 0          |
| A. Ikedi              | 1           | 0           | 0           | 0           | 0                  | 0                  | 0                  | 0                  | 1             | 0             | 0             | 0             |             |             |             |             | 2        | 0      | 0           | 0          |
| T. Kallevåg           | 21          | 1           | 2           | 1           | 5                  | 2                  | 0                  | 0                  | 2             | 0             | 0             | 1             |             |             |             |             | 28       | 3      | 2           | 2          |
| I. Koné               | 16          | 5           | 3           | 0           | 5                  | 2                  | 0                  | 0                  | 6             | 1             | 2             | 0             |             |             |             |             | 27       | 8      | 5           | 0          |
| K. Krygård            | 18          | 1           | 2           | 0           | 6                  | 2                  | 1                  | 0                  | 6             | 2             | 0             | 0             |             |             |             |             | 30       | 5      | 3           | 0          |
| H. Larsen Nesheim     | 0           | 0           | 0           | 0           | 0                  | 0                  | 0                  | 0                  | 0             | 0             | 0             | 0             |             |             |             |             | 0        | 0      | 0           | 0          |
| B. Leite              | 24          | 2           | 4           | 0           | 4                  | 0                  | 1                  | 0                  | 6             | 1             | 0             | 0             |             |             |             |             | 34       | 3      | 5           | 0          |
| E. Ndayisenga         | 1           | 0           | 0           | 0           | 0                  | 0                  | 0                  | 0                  | 2             | 0             | 0             | 0             |             |             |             |             | 3        | 0      | 0           | 0          |
| F. Pallesen Knudsen   | 13          | 1           | 1           | 0           | 2                  | 0                  | 0                  | 0                  | 2             | 0             | 0             | 0             |             |             |             |             | 17       | 1      | 1           | 0          |
| S. Ringstad           | 2           | 0           | 1           | 0           | 0                  | 0                  | 0                  | 0                  | -             | -             | -             | -             |             |             |             |             | 2        | 0      | 1           | 0          |
| M. Samuelsen          | 28          | 6           | 3           | 0           | 6                  | 7                  | 2                  | 0                  | 4             | 0             | 1             | 0             |             |             |             |             | 38       | 13     | 6           | 0          |
| N. Sandberg           | 19          | 6           | 0           | 0           | 5                  | 2                  | 1                  | 0                  | 6             | 2             | 1             | 0             |             |             |             |             | 30       | 10     | 2           | 0          |
| H. Sandvik            | 28          | -33         | 0           | 0           | 5                  | -2                 | 0                  | 0                  | 6             | -4            | 0             | 0             |             |             |             |             | 39       | -39    | 0           | 0          |
| O. Snorre             | 2           | -4          | 0           | 0           | 0                  | 0                  | 0                  | 0                  | -             | -             | -             | -             |             |             |             |             | 2        | -4     | 0           | 0          |
| F. Stople             | 0           | 0           | 0           | 0           | 0                  | 0                  | 0                  | 0                  | 0             | 0             | 0             | 0             |             |             |             |             | 0        | 0      | 0           | 0          |
| J. Steinsland Kvarven | 0           | 0           | 0           | 0           | 0                  | 0                  | 0                  | 0                  | 0             | 0             | 0             | 0             |             |             |             |             | 0        | 0      | 0           | 0          |
| S. Tronstad           | 29          | 1           | 5           | 0           | 5                  | 1                  | 2                  | 0                  | 6             | 0             | 0             | 0             |             |             |             |             | 40       | 2      | 7           | 0          |
| J. Våge Nilsen        | 13          | 0           | 0           | 0           | 2                  | 0                  | 0                  | 0                  | 3             | 0             | 0             | 0             |             |             |             |             | 18       | 0      | 0           | 0          |
| K. Velde              | 26          | 4           | 3           | 0           | 5                  | 2                  | 2                  | 0                  | 6             | 2             | 0             | 0             |             |             |             |             | 37       | 8      | 5           | 0          |
| I. Wadji              | 10          | 4           | 1           | 0           | 1                  | 1                  | 0                  | 0                  | 0             | 0             | 0             | 0             |             |             |             |             | 11       | 5      | 1           | 0          |